# ثانوية العقيد علي التونسي
ثانوية العقيد علي التونسي (بالإنجليزية: Colonel Ali Tounsi high school) هي مدرسة ثانوية تقع في بلدية غليزان، ولاية غليزان 